# Jean Hagen
Jean Hagen (født Jean Shirley Verhagen; 3. august 1923 i Chicago, Illinois, USA, død 29. august 1977 i Los Angeles, Californien, USA) var en amerikansk filmskuespiller.
Hun filmdebuterede i Adam's Rib (Adams ribben, 1949), og fik succes med hovedrollen i The Asphalt Jungle (Asfaltjunglen, 1950). Hun huskes allerbedst for rollen som den forfængelige stumfilmstjerne Lina Lamont i Singin' in the Rain (1952).
Hun døde i en alder af 54 år af spiserørskræft.